# فريدريك غرانت جليسون
فريدريك غرانت جليسون (بالإنجليزية: Frederick Grant Gleason)‏ هو ملحن أمريكي، ولد في 17 ديسمبر 1848 في ميدلتاون في الولايات المتحدة، وتوفي في 6 ديسمبر 1903 في شيكاغو في الولايات المتحدة.

## وصلات خارجية
- فريدريك غرانت جليسون على موقع ميوزك برينز (الإنجليزية)